# Szagit Chudajbierdin
Szagit Achmietowicz Chudajbierdin (ros. Шаги́т Ахме́тович Худайбе́рдин, baszk. Шәһит Әхмәт улы Хоҙайбирҙин, ur. 9 października 1896 Psianczino w guberni ufijskiej, zm. 21 grudnia 1924 w Moskwie) – baszkirski rewolucjonista, przewodniczący Centralnego Komitetu Wykonawczego (CIK) Baszkirskiej ASRR (1922).
Od maja 1917 do marca 1918 członek Partii Lewicowych Eserowców, następnie RKP(b), w listopadzie 1917 członek Ufijskiego Komitetu Rewolucyjnego i Ufijskiego Trybunału Rewolucyjnego, później członek Rady Wojskowo-Rewolucyjnego Sterlitamackiego Rejonu Ufortyfikowanego i Kolegium Centralnego Komisariatu Muzułmańskiego. W 1919 członek Ufijskiego Gubernialnego Tymczasowego Komitetu Rewolucyjnego, przewodniczący Komitetu Wykonawczego Burziansko-Tangaurskiej Rady Kantonowej, w marcu 1921 brał udział w likwidacji powstania w Kronsztadzie. Od listopada 1921 do lutego 1922 sekretarz odpowiedzialny Baszkirskiego Obwodowego Komitetu RKP(b), od lutego do lipca 1922 przewodniczący CIK Baszkirskiej ASRR, od lipca 1922 do śmierci ludowy komisarz spraw wewnętrznych Baszkirskiej ASRR i zastępca przewodniczącego Rady Komisarzy Ludowych Baszkirskiej ASRR. Odznaczony Orderem Czerwonego Sztandaru (1921).